# Neukeynesianismus
Der Neukeynesianismus oder New Keynesian economics ist eine makroökonomische Theorie, die sich zwischen den 1980er und frühen 2000er Jahren entwickelte. Sie liefert mikroökonomische Grundlagen für makroökonomische Total-Modelle der Wirtschaft. Zu den führenden Vertretern des Neukeynesianismus zählen George Akerlof, Olivier Blanchard, Stanley Fisher, Gregory Mankiw, James Mirrlees, David Romer, Michael Spence, Joseph Stiglitz, Lawrence Summers und Janet Yellen.
Zwei Hauptannahmen charakterisieren neukeynesianische Modelle: Erstens haben Haushalte und Firmen rationale Erwartungen. Zweitens gibt es eine Vielzahl von Marktversagen, hauptsächlich unvollkommenen Wettbewerb, der Preis- und Lohnstarrheiten erzeugt. Das bedeutet, dass sich Löhne und Preise nicht flexibel an Veränderungen der ökonomischen Bedingungen anpassen können. Diese und andere Formen von Marktversagen können zur Folge haben, dass die Wirtschaft nicht automatisch Vollbeschäftigung erreicht. Daher argumentieren Neukeynesianer, dass die makroökonomische Stabilisierung mittels Fiskal- und Geldpolitik zu einem effizienteren makroökonomischen Ergebnis führen kann als Laissez-faire-Politik.
Der Neukeynesianismus entwickelte sich teilweise als Reaktion auf die Lucas-Kritik an der neoklassischen Synthese durch Vertreter der neuen klassischen Makroökonomik. Er führt dabei die neoklassische Theorie mit Einsichten John Maynard Keynes’ hinsichtlich Marktversagen zusammen und wird deshalb auch als neue neoklassische Synthese bezeichnet. Der Neukeynesianismus ist der aktuelle wissenschaftliche Konsens des internationalen makroökonomischen Mainstreams.

## Vorgeschichte
Mit der Allgemeinen Theorie der Beschäftigung, des Zinses und des Geldes von 1936 versuchte John Maynard Keynes die theoretischen und wirtschaftspolitischen Konsequenzen aus der Weltwirtschaftskrise zu ziehen. Das Werk gilt aber selbst unter Ökonomen als schwer verständlich. Mit dem IS-LM-Modell von 1937 lieferte John R. Hicks eine simplifizierende Interpretation der Allgemeinen Theorie. Das IS-LM-Modell wurde (später modifiziert und erweitert) Teil der neoklassischen Synthese, die wiederum von der großen Mehrheit der Ökonomen dankbar aufgenommen wurde, weil damit einerseits das Versagen der 1930er Jahre abgestreift werden konnte und andererseits die neoklassische Denkwelt erhalten blieb. Der Kompromiss der neoklassischen Synthese lief darauf hinaus, dass langfristig die Neoklassik gilt, auf kurze Frist aber keynesianische Störungen relevant werden können. Danach führen Märkte mit flexiblen Preisen und Löhnen zu Vollbeschäftigung und einem Pareto-optimalen Zustand. Preis- und Lohnrigiditäten können aber eine notwendige Anpassung be- oder verhindern und so den Abbau von Arbeitslosigkeit blockieren oder inakzeptabel lange hinauszögern. Die neoklassische Synthese deckt sich nur zum Teil mit den Vorstellungen von Keynes. Sie war jahrzehntelang das absolut dominierende volkswirtschaftliche Gedankengebäude.
In den 1970er Jahren kam das Phänomen der Stagflation auf. Die neoklassische Synthese scheiterte daran, das Phänomen der erhöhten Inflation zu erklären. Der Monetarismus stieg zur dominierenden volkswirtschaftlichen Theorie auf, weil er erklären konnte, dass die Geldmenge Einfluss auf die Inflation hat. Der Monetarismus besagt, dass Wirtschaftswachstum und eine moderate Inflation auf stabilem Niveau gehalten werden können, wenn die Geldmenge im richtigen Verhältnis zum nominalen BIP bleibt (Geldmengensteuerung). Zur Geldmengensteuerung ist es aber erforderlich, die Geldumlaufgeschwindigkeit voraussagen zu können. Die Geldumlaufgeschwindigkeit war in der Vergangenheit einem ungefähr linearen Trend gefolgt. Aufgrund von Deregulierungen des Bankensystems, der Einführung von Tagesgeldkonten und Finanzinnovationen kommt es seit den 1980er Jahren jedoch zu unvorhersehbaren und zum Teil extremen Schwankungen der Geldumlaufgeschwindigkeit. Damit schwand ein klarer Zusammenhang zwischen Geldmenge und nominalem BIP. Dies stellte die Nützlichkeit der Geldmengensteuerung in Frage, viele Ökonomen wandten sich vom Monetarismus ab. In den 1980er Jahren wurde die Neue Klassische Makroökonomik kurzfristig dominant. Mit der Theorie rationaler Erwartungen, die in mikroökonomischer Ausprägung auch effiziente Finanzmärkte postuliert, ist sie noch marktfundamentaler als der Monetarismus. Ihr Begründer Robert E. Lucas erklärte den Keynesianismus 1980 für tot:

“[…] one cannot find good under-forty economists who identify themselves or their work as keynesian. Indeed, people even take offence of referred to as Keynesians. At research seminars, people don’t take Keynesian theorising seriously any more; the audiance starts to whisper and giggle at one another.”

„[…] man findet keinen guten Ökonom unter vierzig, der sich oder sein Werk als keynesianisch bezeichnet. In der Tat stören sich die Menschen sogar daran, wenn sie als Keynesianer bezeichnet werden. In Seminaren wird keynesianische Theorie nicht mehr ernst genommen; die Zuhörer fangen an, untereinander zu flüstern und zu kichern.“

Genau zu diesem Zeitpunkt begannen die Neukeynesianer ihre Forschungsarbeit. Die Phillips-Kurve wurde um Inflationserwartungen erweitert zur Neukeynesianischen Phillips-Kurve. Anstelle der Totalmodelle der neoklassischen Synthese wurden mikrofundierte Totalmodelle entwickelt. Dass der Neukeynesianismus heute die nordamerikanische Makroökonomie dominiert, liegt zum einen daran, dass sich gegen die Theorien der Neuen Klassischen Makroökonomik und des Monetarismus immer mehr konträre empirische Evidenz sammelte und andererseits die Neukeynesianischen Modelle besser als andere Modelle die stilisierten Fakten des Konjunkturverlaufs erklären.

## Modelle

### Unvollkommener Wettbewerb
In den 1980er Jahren entwickelten neukeynesianische Ökonomen eine Erklärung für unvollkommenen Wettbewerb, bei dem Märkte nicht in ein Gleichgewicht kommen, über das Konzept der Preisstarrheit. Das zugrundeliegende Konzept der Preisanpassungskosten für Preisänderungen wurde ursprünglich 1977 von Sheshinski und Weiss in ihrer Arbeit eingeführt, die sich mit den Auswirkungen der Inflation auf die Häufigkeit von Preisänderungen beschäftigte. Die Idee, sie als allgemeine Theorie der Preisstarrheit anzuwenden, wurde 1985–1986 gleichzeitig von mehreren Ökonomen vorgebracht.
George Akerlof und Janet Yellen zeigten, dass Firmen aufgrund von begrenzter Rationalität ihre Preise nicht ändern werden, es sei denn, der Nutzen ist größer als ein kleiner Betrag. Diese begrenzte Rationalität führt zu einer Starrheit der Preise und Löhne, was dazu führen kann, dass die Produktion bei konstanten Preisen und Löhnen schwankt. Gregory Mankiw nahm das Konzept der Preisanpassungskosten und untersuchte die Wohlfahrtseffekte von Veränderungen der Produktion, die aus Preisstarrheiten resultieren. Auch Michael Parkin untersuchte Preisanpassungskosten.
Obwohl sich das Konzept anfänglich auf die Starrheit von Preisen konzentrierte, wurde es von Olivier Blanchard und Nobuhiro Kiyotaki in einer einflussreichen Arbeit auch auf Löhne ausgeweitet. Huw Dixon und Claus Hansen zeigten, dass wenn Preisanpassungskosten auf einen kleinen Sektor der Wirtschaft angewendet werden, dies den Rest der Wirtschaft beeinflussen kann und dazu führt, dass die Preise in der übrigen Ökonomie ebenfalls schwächer auf Nachfrageänderungen reagieren.
1990 zeigten Laurence M. Ball und David Romer, dass reale Starrheiten mit nominalen Starrheiten interagieren können, um ein erhebliches ökonomisches Ungleichgewicht zu erzeugen. Reale Starrheiten treten immer dann auf, wenn ein Unternehmen seine Preise nur langsam an ein sich änderndes wirtschaftliches Umfeld anpasst. Beispielsweise kann ein Unternehmen mit echten Starrheiten konfrontiert werden, wenn es über Marktmacht verfügt oder seine Kosten für Betriebsmittel und Löhne vertraglich festgeschrieben sind. Ball und Romer argumentierten, dass reale Starrheiten auf dem Arbeitsmarkt die Kosten eines Unternehmens hoch halten, was Unternehmen zögern lässt, Preise zu senken und Einnahmen zu verlieren. Der durch reale Starrheiten verursachte Aufwand in Verbindung mit den Preisanpassungskosten von Preisänderungen macht es weniger wahrscheinlich, dass eine Firma die Preise auf ein markträumendes Niveau senkt.
Auch wenn Preise völlig flexibel sind, kann ein unvollkommener Wettbewerb den Einfluss der Fiskalpolitik im Hinblick auf den Multiplikator beeinträchtigen. Huw Dixon und Gregory Mankiw entwickelten unabhängig voneinander einfache allgemeine Gleichgewichtsmodelle, die zeigen, dass der Fiskalmultiplikator mit dem Grad des unvollkommenen Wettbewerbs auf dem Produktionsmarkt steigen könnte.

### Koordinationsversagen

In diesem Modell des Koordinationsversagens trifft ein repräsentatives Unternehmen e^{*}_{i} seine Output-Entscheidungen auf der Grundlage des durchschnittlichen Outputs aller Unternehmen (ē). Wenn das repräsentative Unternehmen so viel produziert wie das durchschnittliche Unternehmen (e^{*}_{i}=ē), befindet sich die Wirtschaft in einem Gleichgewicht, welche durch die 45-Grad-Linie dargestellt wird. Die Entscheidungskurve schneidet die Gleichgewichtslinie an drei Gleichgewichtspunkten. Die Firmen könnten sich koordinieren und auf dem optimalen Niveau von Punkt B produzieren, aber ohne Koordination könnten Firmen in einem weniger effizienten Gleichgewicht A oder C produzieren.

Koordinationsversagen ist ein weiteres wichtiges neukeynesianisches Modell, das als eine mögliche Erklärung für Rezessionen und Arbeitslosigkeit entwickelt wurde. Koordinationsversagen bezeichnet einen Zustand in Wirtschaftssystemen mit mehreren Gleichgewichten, wenn eine Gruppe von Unternehmen ein besseres Gleichgewicht erreichen könnte, dies jedoch nicht gelingt, weil sie ihre Entscheidungsfindung nicht koordinieren.
Russell Cooper und Andrew Johns lieferten 1988 ein allgemeines mathematisch-spieltheoretisches Modell der Koordination mit mehreren Gleichgewichten, bei denen sich Agenten koordinieren könnten, um jede ihrer jeweiligen Situationen zu optimieren. Cooper und John stützten ihre Arbeit auf frühere Modelle, darunter das Kokosnussmodell von Peter Diamond von 1982, das einen Fall von Koordinationsversagen mit Such- und Matchingtheorie demonstrierte.
In Diamonds Modell produzieren Produzenten eher, wenn sie sehen, dass auch andere Produzenten produzieren. Die Zunahme möglicher Handelspartner erhöht die Wahrscheinlichkeit, dass ein bestimmter Hersteller jemanden findet, mit dem er handeln kann. Wie in anderen Fällen von Koordinationsversagen hat Diamonds Modell mehrere Gleichgewichte; das Wohlergehen eines Agenten hängt von den Entscheidungen anderer ab. Das Modell von Diamond ist ein Beispiel für eine „Thick-Market-Externalität“, die dazu führt, dass Märkte besser funktionieren, wenn mehr Menschen und Unternehmen daran teilnehmen.
Andere potenzielle Ursachen für Koordinationsversagen sind selbsterfüllende Prophezeiungen. Wenn ein Unternehmen mit einem Nachfragerückgang rechnet, kann es sein, dass es die Einstellung neuer Arbeitskräfte zurückfährt. Ein Mangel an freien Arbeitsplätzen könnte Arbeitnehmer beunruhigen, die dann ihren Konsum zurückfahren. Dieser Nachfragerückgang entspricht den Erwartungen des Unternehmens, ist jedoch ausschließlich auf dessen eigenes Handeln zurückzuführen.

### Versagen von Arbeitsmärkten
Neukeynesianische Modelle liefern Erklärungen für das Versagen von Arbeitsmärkten. Auf einem völlig flexiblen Arbeitsmarkt werden infolge vermehrter Arbeitslosigkeit die Löhne so weit absinken, bis die Nachfrage nach Arbeitskräften dem Angebot entspricht. Wenn der Arbeitsmarkt perfekt flexibel wäre, dann wäre die Zahl der Arbeitslosen auf Arbeitnehmer beschränkt, die zwischen Arbeitsplätzen wechseln, und Arbeitslose, die sich entscheiden, nicht zu arbeiten, weil die Löhne zu niedrig sind. Neukeynesianer entwickelten mehrere Theorien, die erklären, warum in der marktwirtschaftlichen Arbeitswelt willige Arbeitssuchende arbeitslos bleiben können. Dabei sind besonders die Effizienzlohntheorie und die Insider-Outsider-Theorie zu nennen. Letztere erklärt, wie die langfristigen Effekte früherer Arbeitslosigkeit dazu führen, dass ein kurzfristiger Anstieg der Arbeitslosigkeit dauerhaft wird und so langfristig zu einer höheren Arbeitslosigkeit führt.

#### Insider-Outsider
Neukeynesianische Ökonomen erklärten, wie kurzfristige Arbeitslosigkeit gravierende langfristige Effekte haben kann – besonders das Phänomen der Hysterese wurde dabei eingehend untersucht. Dieses trat auf, als die Arbeitslosenzahlen mit dem Ölpreisschock von 1979 und den Rezessionen Anfang der 1980er Jahre anstiegen, aber nicht wieder auf die niedrigeren Niveaus zurückkehrten, die als natürliche Arbeitslosenquote galten, sondern auf einem höheren Niveau blieben.
Olivier Blanchard und Lawrence Summers erklärten 1986 die Hysterese der Arbeitslosigkeit mit Insider-Outsider-Modellen, die auch von Assar Lindbeck und Dennis Snower in einer Reihe von Artikeln und dann einem Buch entwickelt wurden. Insider, Angestellte, die bereits bei einem Unternehmen arbeiten, sind nur um ihr eigenes ökonomische Wohl besorgt. Sie würden lieber ihre Löhne hoch halten als die Löhne zu kürzen und damit die allgemeine Beschäftigung zu erhöhen. Die Arbeitslosen, Außenseiter (Outsider), haben im Lohnverhandlungsprozess keine Stimme; ihre Interessen werden also nicht vertreten. Wenn die Arbeitslosigkeit steigt, steigt auch die Zahl der Außenseiter. Selbst nachdem sich die Wirtschaft wieder erholt hat, werden Außenseiter weiterhin vom Lohn- und Tarifverhandlungen ausgeschlossen. Der größere Pool von Arbeitslosen, der durch Zeiten des wirtschaftlichen Abschwungs geschaffen wurde, kann so zu dauerhaft höheren Arbeitslosenquoten führen.
Das Vorhandensein von Hysterese auf dem Arbeitsmarkt erhöht auch die Bedeutung der Geld- und Fiskalpolitik. Wenn vorübergehende Konjunkturabschwünge zu einem langfristigen Anstieg der Arbeitslosigkeit führen können, leisten staatliche Stabilisierungsmaßnahmen mehr als nur vorübergehende Erleichterung; sie verhindern, dass kurzfristige Schocks zu einem langfristigen Anstieg der Arbeitslosigkeit führen.

#### Effizienzlohn
Die Effizienzlohntheorie ist ein weiteres Modell, mit dem Ungleichgewichte auf dem Arbeitsmark erklärt werden können. Mit Effizienzlöhnen werden Arbeitnehmer auf einem Niveau entlohnt, das die Produktivität maximiert, ohne den Arbeitsmarkt zu räumen. In Entwicklungsländern könnten Firmen beispielsweise mehr als den Marktpreis zahlen, um sicherzustellen, dass sich ihre Arbeiter genügend Nahrung leisten können, um produktiv zu sein. Unternehmen könnten auch höhere Löhne zahlen, um Loyalität und Moral zu steigern, was möglicherweise zu einer besseren Produktivität führt. Unternehmen können auch höhere Löhne zahlen, um Shirking zu verhindern.
Carl Shapiro und Joseph Stiglitz lieferten 1984 ein Modell, bei dem Mitarbeiter dazu neigen, Arbeit zu vermeiden, es sei denn, Unternehmen können die Bemühungen der Arbeiter überwachen und unproduktiven Mitarbeitern mit Arbeitslosigkeit drohen. Bei Vollbeschäftigung wechselt ein gefeuerter Shirker einfach zu einem neuen Job. Einzelne Firmen zahlen ihren Arbeitnehmern eine Prämie über dem Marktpreis, um sicherzustellen, dass ihre Arbeitnehmer lieber arbeiten und ihren aktuellen Arbeitsplatz behalten, anstatt sich zu shirken und zu riskieren, zu einem neuen Arbeitsplatz wechseln zu müssen. Da jedes Unternehmen mehr zahlt als die Löhne für die Markträumung, kommt der aggregierte Arbeitsmarkt nicht ins Gleichgewicht. Dies schafft einen Pool von arbeitslosen Arbeitern und erhöht die Kosten für die Entlassung. Arbeitnehmer riskieren nicht nur einen niedrigeren Lohn, sie riskieren auch, im Pool der Arbeitslosen festzustecken. Wenn die Löhne über dem Markträumungsniveau gehalten werden, stellt dies einen großen Anreiz gegen Shirking dar, was die Effizienz der Arbeitnehmer erhöht, auch wenn einige arbeitswillige Arbeitssuchende arbeitslos bleiben.
2000 lieferten Christopher Erceg, Dale Henderson und Andrew Levin ein makroökonomisches Modell für Arbeitsmärkte mit Gewerkschaften.

### DSGE
DSGE-Modelle stellen den aktuellen Stand makroökonomischer Modellbildung dar. Sie werden von verschiedenen Zentralbanken zur makroökonomischen Modellierung eingesetzt. Die europäische Zentralbank verwendet zum Beispiel das Smets–Wouters Modell, um die Auswirkungen ihrer Geldpolitik auf die Eurozone zu untersuchen.
DSGE steht dabei für:
- Dynamisch: Der Einfluss aktueller Entscheidungen auf zukünftige Unsicherheiten macht die Modelle dynamisch und weist den Erwartungen der Akteure bei der Bildung makroökonomischer Ergebnisse eine gewisse Relevanz zu.
- Stochastik: Die Modelle berücksichtigen die Übertragung zufälliger Schocks in die Wirtschaft und die darauffolgenden Konjunkturschwankungen.
- Allgemein: Bezieht sich auf die gesamte Wirtschaft als Ganzes.
- Gleichgewicht: Unter Berücksichtigung des allgemeinen Gleichgewichtsmodells erfasst das Modell die Interaktion zwischen politischen Maßnahmen und dem nachfolgenden Verhalten von Agenten.

Wichtige Arbeiten zu DSGE-Modellen wurden von Frank Smets und Rafael Wouters sowie von Lawrence J. Christiano, Martin Eichenbaum und Charles Evans veröffentlicht. Die gemeinsamen Merkmale dieser Modelle sind:
- Beharrlichkeit der Gewohnheiten. Der Grenznutzen des Konsums hängt vom vergangenen Konsum ab.
- Calvo-Preise sowohl auf den Produktions- als auch auf den Produktmärkten, mit Indexierung, sodass Löhne und Preise, wenn sie nicht explizit zurückgesetzt werden, inflationsbereinigt aktualisiert werden.
- Kapitalanpassungskosten und variabler Kapitaleinsatz.
- Exogene Schocks
  - Nachfrageschocks, die den Grenznutzen des Konsums beeinflussen
  - Aufschlagsschocks (eng. mark up shocks), die den gewünschten Aufschlag des Preises gegenüber den Grenzkosten beeinflussen.
- Die Geldpolitik wird durch eine Taylor-Regel modelliert.
- Bayessche Schätzmethoden

#### Geldpolitik
Neukeynesianische Ökonomen stimmen mit Neuen Klassischen Makroökonomen darin überein, dass auf lange Sicht die klassische Dichotomie gilt: Veränderungen der Geldmenge sind neutral. Da die Preise in neukeynesianischen Modellen jedoch starr sind, erhöht eine Steigerung der Geldmenge, oder eine entsprechende Senkung des Zinssatzes, kurzfristig die Produktion und senkt die Arbeitslosigkeit. Darüber hinaus bestätigen einige neukeynesianische Modelle die Nicht-Neutralität des Geldes unter definierten Bedingungen.
Neukeynesianische Ökonomen sind dagegen, expansive Geldpolitik für kurzfristige Produktions- und Beschäftigungsgewinne einzusetzen. Dies würde die Inflationserwartungen anheben und damit Probleme für die Zukunft erzeugen. Stattdessen plädieren sie dafür, die Geldpolitik nur zur makroökonomischen Stabilisierung einzusetzen. Das heißt, es wird nicht empfohlen, die Geldmenge plötzlich zu erhöhen, nur um einen vorübergehenden Wirtschaftsboom zu erzeugen, da die Beseitigung der gestiegenen Inflationserwartungen ohne eine Rezession unmöglich sein wird. Wenn die Wirtschaft jedoch von einem unerwarteten externen Schock getroffen wird, sollten die makroökonomischen Auswirkungen des Schocks durch Geldpolitik ausgeglichen werden. Dies gilt insbesondere dann, wenn der unerwartete Schock zu einem Rückgang des Konsumentenvertrauens führt. Dies senkt nämlich tendenziell sowohl die Produktion als auch die Inflation. In diesem Fall bewirkt eine Ausweitung der Geldmenge bzw. Senkung der Zinssätze die Erhöhung der Produktion und stabilisiert gleichzeitig die Inflation und die Inflationserwartungen.
Studien zur optimalen Geldpolitik in neukeynesianischen DSGE-Modellen haben sich auf Zinssatzregeln, z. B. die Taylor-Regel, konzentriert. Dabei wird spezifiziert, wie die Zentralbank den Nominalzinssatz als Reaktion auf Inflations- und Produktionsänderungen anpassen sollte. Neukeynesianische DSGE-Modelle zeigen, dass die Steuerung der Inflation ausreicht, um gleichzeitig auch Produktion und Arbeitslosigkeit zu optimieren. Blanchard und Galí nennen diesen Fakt den „göttlichen Zufall“.